# اسکارسترلان
اسکارسترلان (به هلندی: Skarsterlân) یک منطقهٔ مسکونی در هلند است که در فریسلاند واقع شده‌است. اسکارسترلان ۲۱۶٫۸۰ کیلومتر مربع مساحت و ۲۷٬۴۶۷ نفر جمعیت دارد و ۲ متر بالاتر از سطح دریا واقع شده‌است.